# Paprika (roman)
Pour les articles homonymes, voir Paprika (homonymie).
Paprika est un roman de science-fiction/thriller psychologique par Yasutaka Tsutsui, publié au Japon en 1993. 
Il est adapté en  film d'animation par Satoshi Kon en 2006.

## Résumé
Une technologie de pointe du brillant Dr Kōsaku Tokita permet à Atsuko Chiba, une psychothérapeute, d'entrer dans le sommeil de ses patients et de les guérir. Mais un jour, un prototype est volé par un individu peu scrupuleux, et l’assistant de Kôsaku disparaît. La jeune femme mène l’enquête pour éviter d'être la prochaine victime, entre le monde des rêves et la réalité...

## Autour du roman
- Paprika est adapté en film d'animation par Satoshi Kon en 2006. Grand succès au box-office, le film est en lice pour le Lion d'or à la Mostra de Venise, mais n'obtient finalement pas le prix. Le roman a également été adapté en manga

- On retrouve des ressemblances frappantes avec le film The Cell de Tarsem Singh, sorti en 2000. Comme dans 'Paprika', une psychologue entre dans les rêves de ses patients à l'aide d'une technologie expérimentale.

- Christopher Nolan cite Paprika comme l'une de ses influences pour le scénario de son film Inception, sorti en 2010.